# Liga dos Estudantes Alemães Nacional-Socialistas

Emblema da NSDStB

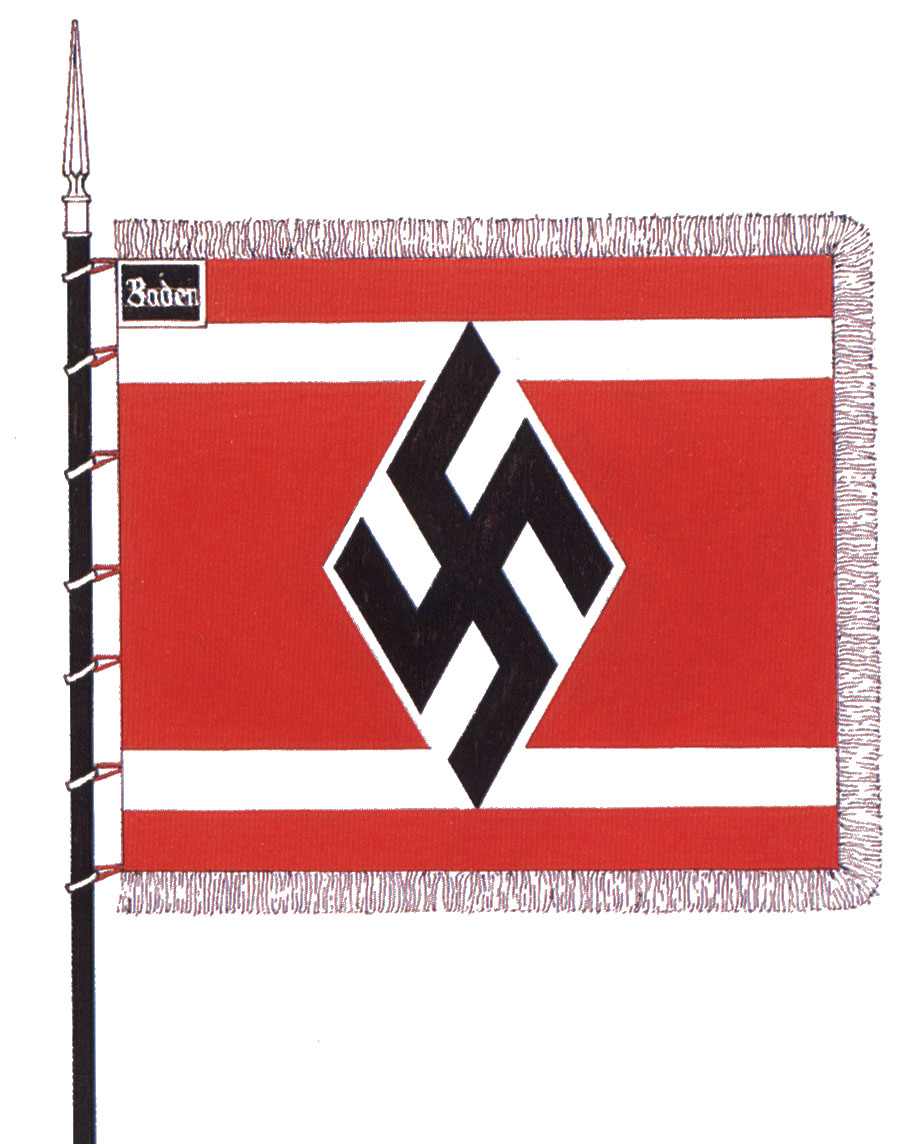
Estandarte da NSDStB

A Liga dos Estudantes Alemães Nacional-Socialistas (em alemão, Nationalsozialistischer Deutscher Studentenbund; abbreviated NSDStB) foi criada em 1926, e era uma das divisões do NSDAP com a missão de integrar os estudantes universitários no sistema do Nacional Socialismo.   Organizada (como outros departamentos do NSDAP) estritamente de acordo com o Führerprinzip (ou "princípio líder"), tal como com o princípio do Machtdistanz (ou "distância de poder"), a NSDStB reunia os seus membros em Kameradschaftshäusern (ou "Residências de Camaradas"), e (a partir de 1930) passaram a envergar a clássicas camisas castanhas e os emblema da suástica.
Depois da derrota alemã na Segunda Guerra Mundial, a NSDAP, juntamente com as suas divisões e organizações associadas, foi declarada como "organizações criminosas" e proibidas pelo Conselho de Controlo Aliado em 10 de Setembro de 1945.